# Andrews McMeel Publishing
Andrews McMeel Publishing ist ein US-amerikanischer Comic- und Buchverlag. Er ist Teil der Mediengruppe Andrews McMeel Universal.
Der Verlag wurde 1975 von den Verlegern Jim Andrews und John McMeel in Kansas City, Missouri, gegründet.  Bereits Ende der 1960er Jahre wurde von den Verlegern das Syndikat Universal Press für Zeitungs-Comicstrips gegründet, dessen erster syndizierter Comicstrip 1970 Doonesbury von Garry Trudeau und dessen zweiter 1971 Ziggy von Tom Wilson (1931–2011) war. Man konnte nach der Übernahme des Vorlages Sheed & Ward im Jahr 1973 auch in Buchform publizieren. Neben den Comicstrips werden auch Kochbücher und Kalender verlegt.
Kathleen Andrews, die Frau von Unternehmensgründer Jim Andrews, wurde nach dem Tod ihres Mannes im Jahr 1980 CEO des Unternehmens und starb im April 2021 im Alter von 84 Jahren. Unternehmensgründer John P. McMeel starb am 7. Juli 2021 im Alter von 85 Jahren. Seit Frühjahr 2022 erscheinen die Webcomics von Tapas Media als Graphic Novels bei Andrews McMeel Publishing.

## Comicserien (Auswahl)
- Baby Blues
- Calvin und Hobbes (Calvin and Hobbes)
- Cathy von Cathy Guisewite
- Dilbert
- Doonesbury
- The Far Side
- Fibi und ihr Einhorn (Phoebe and Her Unicorn)
- Pearls Before Swine
- Sherman’s Lagoon
- Super Nick (Big Nate)
- Zits